# 映画 妖怪ウォッチ シャドウサイド 鬼王の復活
- 妖怪ウォッチ > 映画 妖怪ウォッチ シャドウサイド 鬼王の復活
- 妖怪ウォッチ シャドウサイド > 映画 妖怪ウォッチ シャドウサイド 鬼王の復活

『映画 妖怪ウォッチ シャドウサイド 鬼王の復活』（えいが ようかいウォッチ シャドウサイド おにおうのふっかつ）は、テレビアニメ『妖怪ウォッチ』の劇場版第4作目。2017年12月16日より公開。
キャッチコピーは「新生妖怪ウォッチ 始動」。

## 概要
キャッチコピー第一弾に「新章突入」と銘打ち、従来シリーズから世界観やキャラクター設定を一新、これまでの原作ゲームやアニメで描かれていた現代から約30年後の時代を舞台として物語が描かれる。内容もコメディよりであった前作から、ホラー的演出やバトルを含んだシリアスな展開がメインとなる。登場する妖怪も設定・デザインが変わり、普段のライトサイドと、戦闘に長けワイルドさを増したシャドウサイドの2つの姿を持つ。
製作総指揮・脚本をつとめるレベルファイブ代表取締役社長・日野晃博は、本作でのビジュアル・作風の変化について、「これまではコメディとしておもしろいものを作ってきたのですが、原点というか、妖怪の持つホラー要素があるのもいいなと思ったんです」「もちろん『妖怪ウォッチ』は数字も出ていて、子どもたちには依然人気なのですが、大ヒットしていた時期と比べると、やや上の年齢層は減ってきているのも事実なんです。子どもへの目線はしっかり持ちつつ、もう少し上の世代でも楽しめるものを作っていこうというのが今回の取り組みですね」と語っている。
2018年4月13日より、本作の後日潭にあたるテレビアニメ『妖怪ウォッチ シャドウサイド』が放送された。

## クロスオーバー
劇中、妖怪アニメの雄である『ゲゲゲの鬼太郎』から「鬼太郎」を初めとする伝説の妖怪達が登場、共演する。過去のアニメシリーズで担当した声優も起用され、鬼太郎には第1・2シリーズ及び『墓場鬼太郎』で演じた野沢雅子、目玉おやじに全シリーズを担当していた田の中勇の死後『水木しげるのゲゲゲの怪談』などで代役を務めていた島田敏、砂かけ婆は第3シリーズで演じた江森浩子、子泣き爺を第4シリーズで演じた塩屋浩三、以上の声優が再起用となっている。それ以外にねずみ男は第1・2シリーズで演じた大塚周夫の息子である大塚明夫が起用されている。本作はOLM初となる東映アニメーションの協力作品になった。

## ストーリー
妖怪を見ることができる不思議な時計「妖怪ウォッチ」を手にした少年は、大人に成長して妖怪が見えなくなってしまい、その時計は時空の彼方に葬り去られた。30年後、地球に「鬼まろ」と呼ばれる妖怪ウィルスが襲来、人の悪意に感染し無限に増殖を始めた。さらに集まった悪意の力により、最凶最悪の妖怪「鬼王・羅仙」が甦ろうとしていた。そして、新たに妖怪ウォッチに選ばれた者たちが、人間と妖怪の絆を取り戻し、人類滅亡の危機を救おうと立ち向かうことになる。

## キャスト
- 天野ナツメ - 上白石萌音[7][注 4]
- 月浪トウマ - 千葉雄大[7][注 5]
- 有星アキノリ - 田村睦心[8]
- 有星光江（おばば） - 真山亜子
- ウィスパー - 関智一
- ジバニャン - 黒田崇矢[8]
- コマさん - 平川大輔[8]
- ミツマタノヅチ（ミッチー） - 小野坂昌也
- エンマ大王 - 木村良平[8]
- ぬらりひょん - 子安武人[8]
- 蛇王カイラ - 福山潤[8]
- ウーラ - 緒方賢一
- 鬼まろリーダー - 下山吉光
- オグ - 藤原夏海
- トグ - 佐藤はな
- モグ - 佐藤恵
- 鬼王・羅仙 - 石塚運昇
- 不動明王 - 津田健次郎
- 青龍 - 置鮎龍太郎
- 義経 - 代永翼
- 弁慶 - 斉藤次郎
- 五右衛門 - 三宅健太
- お松 - 伊藤静
- 酒呑童子 - 遊佐浩二
- 洞潔 - 森川智之
- カオデカ鬼（弟） - 戸松遥
- ふぶき姫、カオデカ鬼（母） - 遠藤綾
- キュウビ、メラメライオン - 矢部雅史
- ひも爺、雷オトン - 宮澤正
- トウマの父 - 坂東尚樹
- トウマの母 - 笹本優子
- 町田早希 - 安野希世乃
- 鬼島ゲンジ - 羽多野渉
- トラックの運転手 - コロコロカーくん ※『月刊コロコロコミック』タイアップ出演
- メガネのお兄さん - アイクぬわら ※『おはスタ』タイアップ出演
- カオデカ鬼B - 岩井勇気（ハライチ） ※『おはスタ』タイアップ出演

『ゲゲゲの鬼太郎』からの客演
- 鬼太郎 - 野沢雅子
- 目玉おやじ - 島田敏[8]
- ねずみ男 - 大塚明夫[8]
- ねこ娘 - 皆口裕子[8]
- 砂かけばばあ - 江森浩子
- 子泣きじじい - 塩屋浩三
- 一反もめん - なし

## スタッフ
- 製作総指揮 / 原案・脚本 - 日野晃博
- 原作 - レベルファイブ
- 連載 - 月刊コロコロコミック
- 監督 - ウシロシンジ
- 妖怪&キャラクターデザイン原案 - 長野拓造、田中美穂
- キャラクターデザイン - 寺澤伸介
- 総作画監督 - 寺澤伸介、新村杏子、武内啓
- 設定協力 ‐ 本村健
- アートコンセプト - 梁井信之
- 美術監督 - 釘貫彩
- 美術設定 - 青木薫、天田俊貴
- 色彩設計 - 角野江美
- 撮影監督 - 柚木脇達己
- 編集 - 小野寺絵美
- 音響監督 - はたしょう二
- 音楽 - 西郷憲一郎
- アソシエイトプロデューサー - 臼井照裕、奥野敏聡、佐上靖之、川崎由紀夫、沢辺伸政、和田誠、梶原清文
- プロデューサー - 李尚鎭、古澤泉、長岡道広
- アニメーションプロデューサー - 井上たかし
- アニメーション制作 - OLM TEAM INOUE
- 製作 - 映画「妖怪ウォッチ」プロジェクト 2017（レベルファイブ、電通、小学館、東宝、オー・エル・エム、バンダイ、テレビ東京、テレビ愛知、テレビ大阪、TVQ九州放送、テレビ北海道、テレビせとうち、KADOKAWA、キッズステーション、ジェイアール東日本企画、小学館集英社プロダクション、エイベックス・エンタテインメント、GYAO、BIGFACE）
- 配給 - 東宝

## 主題歌
エンディングテーマ「雪の日の再会」
作詞 - 高木貴司 / 作曲・編曲 - 菊谷知樹 / 歌 - 岡本幸太 
「ようかい体操第一 ゲゲゲの鬼太郎Ver.」
作詞 - ラッキィ池田 & 高木貴司 / 作曲・編曲 - 菊谷知樹 / 歌 - キング・クリームソーダ. 

## テレビ放送
映画次作『映画 妖怪ウォッチ FOREVER FRIENDS』の公開を1週間後に控えた2018年12月7日、テレビ東京系列の17:55 - 19:56（JST）で地上波初放送された。番組直前の16:25 - 17:55の間には『映画 妖怪ウォッチ FOREVER FRIENDS 公開記念SP これこそ知られざる FOREVER FRIENDSの秘密』を放送。司会は相内優香（テレビ東京アナウンサー）で、同作ゲスト声優の小栗旬とブルゾンちえみを迎えての生放送番組であった。